# I-War
I-War is een videospel dat werd ontwikkeld door Imagitec Design en uitgegeven door Atari Corporation. Het actiespel kwam in 1995 uit voor de Atari Jaguar. Het spel speelt zich af in de toekomst. Een gigantische computer die alle informatie verwerkt is besmet geraakt met een virus en gemuteerde databases. De speler moet de virtuele wereld binnentreden en proberen te winnen me zijn anti-virus tank. Hij krijgt hierbij diverse puzzels en doolhoven voorgeschoteld.

## Ontvangst
Het spel werd matig ontvangen:
| Beoordeeld door                      | Jaar | Score |
| ------------------------------------ | ---- | ----- |
| Video Games & Computer Entertainment | 1996 | 60%   |
| Just Games Retro                     | 2009 | 60%   |
| GamePro (US)                         | 1996 | 50%   |
| Game Zero                            | 1996 | 50%   |
| Electronic Gaming Monthly (EGM)      | 1996 | 39%   |
| The Video Game Critic                | 2003 | 25%   |